# Безлер, Игорь Николаевич
И́горь Никола́евич Бе́злер (род. 30 декабря 1965, Симферополь, Крымская область, УССР, СССР) — российский военный деятель подконтрольной России Донецкой Народной Республики, с весны по ноябрь 2014 года — командир вооружённого формирования «Народного ополчения Донбасса» в Горловке. 
В 2014 году участвовал в аннексии Россией Крыма. Группа российских диверсантов в 2014 году захватила здание СБУ в Донецкой области и райотдел МВД Украины в Горловке.
Украинским судом заочно признан виновным в причастности к военным преступлениям и в пытках украинцев в Крыму в 2014 году.
Силовые ведомства Украины обвиняют организованную группу под руководством Пономарёва, включая Гиркина и Безлера, в убийстве депутата Горловки Рыбака и студента Поправко.

## Биография
Родился 30 декабря 1965 года в Симферополе. Гражданин России. Отец — крымский немец (родился в 1937 году), мать — украинка. Вырос и окончил школу в Симферополе.
В 1994—1997 годах обучался в Военной академии имени Ф. Э. Дзержинского, затем несколько лет служил в рядах ВС России, уволен в запас подполковником. После отставки из Вооружённых сил России вернулся на Украину.
С 2003 года имеет украинский вид на жительство. Работал начальником охраны Горловского машиностроительного завода имени Кирова. Затем четыре месяца работал на коммунальном предприятии ритуальных услуг «Простор» города Горловка, из которого был уволен в 2012 году. По собственным словам, причиной увольнения стал конфликт с бывшим городским главой Горловки Евгением Клепом и его заместителем, которые стали требовать у него взятку. После 2012 года Безлер работал в охранном агентстве. Возглавлял Горловскую общественную организацию воинов-десантников.

### Российско-украинская война
Принимал участие в захвате Россией украинского Крыма. Затем вернулся в Горловку. По утверждению Службы безопасности Украины (СБУ), является агентом российского ГРУ, который руководил захватом здания СБУ в Донецке и захватом районного отдела МВД Украины в городе Горловка в ходе протестов на юго-востоке Украины весной 2014 года. Первоначально на это указывал заместитель председателя Одесского областного совета Алексей Гончаренко, являющийся очевидцем происходящего на видео с «подполковником из России» и выложивший ксерокопию его паспорта.
Силовые ведомства Украины обвиняют организованную группу под руководством Пономарёва, включая Гиркина и Безлера, в убийстве депутата Горловки Рыбака и студента Поправко.
15 сентября 2014 года присвоено звание генерал-майора ДНР.
31 октября 2014 года Прокуратура Украины выдвинула против Безлера обвинения в похищении людей, пытках и умышленном убийстве. В 2021 году дело было передано в суд, Безлер обвинялся в жестоком обращении с гражданским населением, соединённом с умышленным убийством.
В отчёте ООН «Сексуальное насилие, связанное с конфликтом в Украине» задокументирован случай похищения 25 сентября 2014 года вооруженными людьми из «группы Безлера» двух женщин, которых в последствии подвергли групповому изнасилованию.
1 ноября 2014 года бывший министр обороны сампровозглашённой ДНР Игорь Стрелков сообщил, что по его данным Игорь Безлер подал в отставку и находится «в запасе, на Крымском полуострове». Позже эту информацию подтвердили и источники «Русской службы новостей».
В конце ноября 2014 года на сервисе YouTube было опубликовано видео, в котором Игорь Безлер обвинил президента Украины Петра Порошенко в поставках оружия сепаратистам, а в появлении в осаждённой Горловке большого количества оружия и боеприпасов призывал не «искать руку Москвы, там большая рука Киева».
В июле 2015 года в прессе со ссылкой на штаб АТО появились сообщения о возвращении Игоря Безлера в Горловку.
В феврале 2016 года выразил недовольство назначением мэром Горловки бывшего руководителя ДОСААФ ДНР Станислава Кима, в прошлом — участника Евромайдана. После этого сообщил о решении сдать обратно в наградной отдел генеральские погоны и награды, выданные в ДНР.
По состоянию на 2021 год проживет в Симферополе.

## Личная жизнь
Жена — Анжелика Безлер.

## Оценки и мнения
По словам главы Донецкой областной государственной администрации со 2 марта по 10 октября 2014 года Сергея Таруты, Игорь Безлер — единственный, кто активно выходит на диалог с Украиной среди представителей ДНР. Также он разрешил предприятиям на подконтрольной территории работать по украинскому законодательству, налоговой и финансовой системам.
По словам покойного журналиста Forbes Орхана Джемаля, летом 2014 года к политическому руководству ДНР Безлер относился презрительно, а саму республику называл «банановой».